# Vadim Pronkin
Vadim Ivanovich Pronkin (tiếng Nga: Вадим Иванович Пронкин; sinh ngày 27 tháng 9 năm 1992) là một cầu thủ bóng đá người Nga. Anh thi đấu cho FC Veles Moskva.

## Sự nghiệp câu lạc bộ
Anh ra mắt chuyên nghiệp tại Giải bóng đá chuyên nghiệp quốc gia Nga cho FC Strogino Moskva vào ngày 12 tháng 7 năm 2014 trong trận đấu với FC Tekstilshchik Ivanovo.